# 仙道村
仙道村（せんどうむら）は、秋田県雄勝郡にあった村。現在の羽後町南西部にあたる。

## 地理
- 山：姥井戸山
- 河川：石沢川

## 歴史
- 1889年（明治22年）4月1日 - 町村制の施行により、下仙道村、上仙道村、中仙道村の区域をもって発足。
- 1955年（昭和30年）4月1日 - 西馬音内町・三輪村・元西馬音内村・新成村・田代村および明治村の一部（大沢を除く）と合併して羽後町が発足。同日仙道村廃止。